# Delias echidna
Delias echidna är en fjärilsart som beskrevs av William Chapman Hewitson 1861. Delias echidna ingår i släktet Delias och familjen vitfjärilar. Inga underarter finns listade i Catalogue of Life.

## Bildgalleri

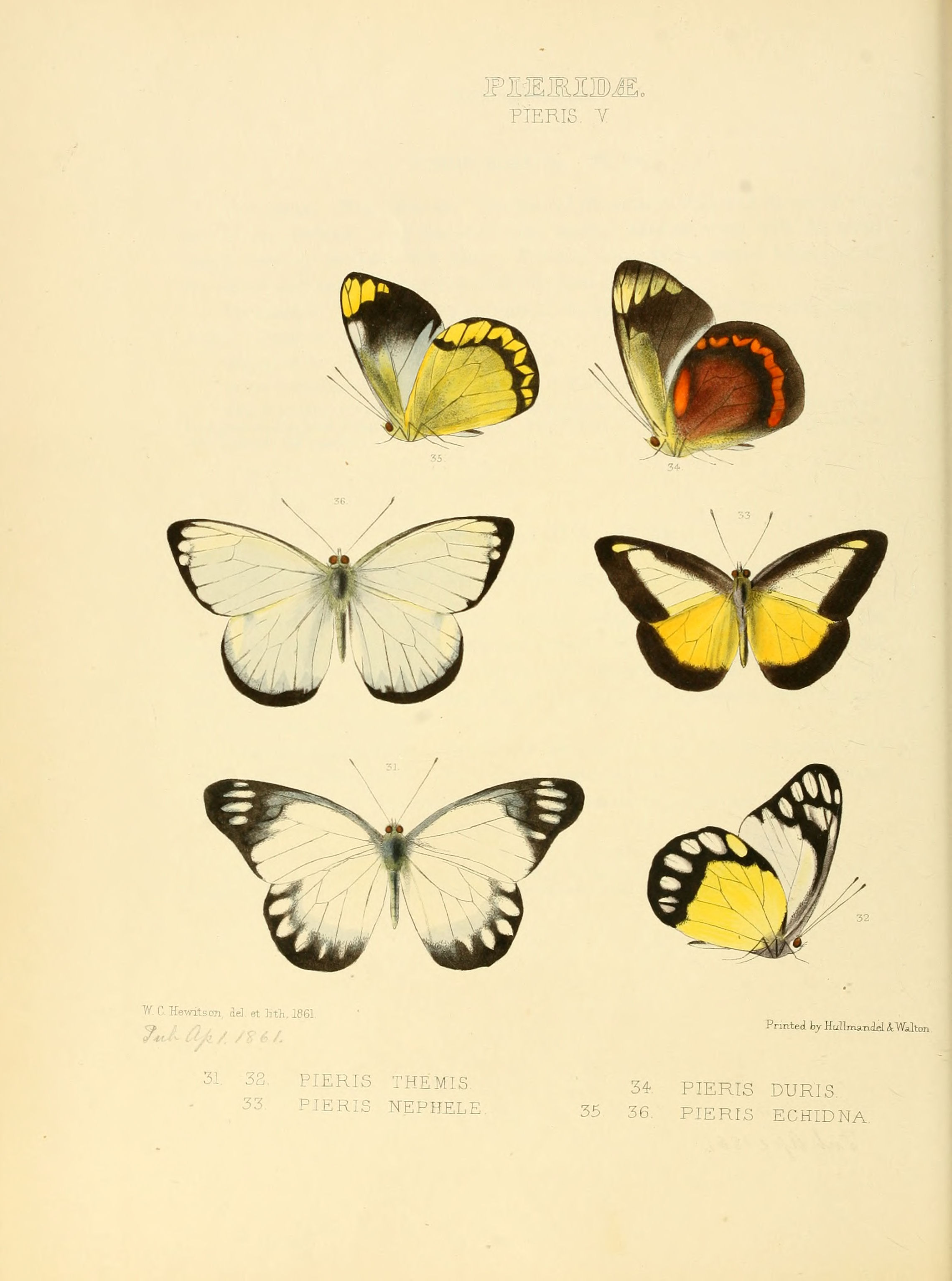